# Relicina columnaria
Relicina columnaria är en lavart som beskrevs av Elix & J. Johnst. Relicina columnaria ingår i släktet Relicina och familjen Parmeliaceae.   Inga underarter finns listade i Catalogue of Life.